# گودفایت انترتینمنت
گودفایت انترتینمنت (انگلیسی: Good Fight Entertainment) یک شرکت خوشه‌ای تجاری آمریکایی است که در سال ۲۰۱۰ تأسیس شد.